# Menfi Merlot
Il Menfi Merlot è un vino DOC istituito con decreto dell'1/09/97 pubblicato sulla gazzetta ufficiale del 12/09/97 n 213.
Abbraccia vini prodotti nei comuni di Menfi, Sciacca, Sambuca di Sicilia in provincia di Agrigento e Castelvetrano in provincia di Trapani.

## Vitigni con cui è consentito produrlo
- Merlot minimo 85%
- Altri vitigni a bacca rossa, raccomandati e/o autorizzati per la provincia di Agrigento, da soli o congiuntamente, fino ad un massimo del 15%.

## Caratteristiche organolettiche
- colore: rosso rubino intenso;
- profumo: caratteristico, accentuato;
- sapore: asciutto, pieno, gradevole;

## Produzione
Provincia, stagione, volume in ettolitri